# 絶対キレイになってやる!
『絶対キレイになってやる!』（ぜったいキレイになってやる）は、嘉門タツオ（旧名・嘉門達夫）20枚目のオリジナル・アルバム。
2002年3月21日にDAIPRO-Xから発売された。

## 概要
前作『嘉門達夫シングルベストコレクション+1 1997-2001』から5か月振りに発売。
54枚目のシングル「CHAU!CHAU!CHAU!/THE ENKA 替え唄メドレー」と同時発売。

## 収録曲
1. 一人暮らしの女
2. CHAU!CHAU!CHAU!
脚色：嘉門達夫、作曲：不詳、編曲：中町俊自
54枚目のシングル
3. ジョーク・ゾーン1
せーので切ろ・卒業式・席替え・ケータイが切れたので・九九・チケット
4. THE ENKA 替え唄メドレー
脚色：嘉門達夫、編曲：中町俊自
54枚目のシングル
5. なで肩
作詞・作曲：嘉門達夫、編曲：中町俊自
6. ジョーク・ゾーン2
一人暮らしの女2・動物クイズ大会・バス・クイズ浮気ショック・別れ話・バナナボート〜天才
7. ちょっと待ってよ
作詞・作曲：嘉門達夫、編曲：中町俊自
8. 絶対キレイになってやる!
作詞：嘉門達夫
9. ジョーク・ゾーン3
影薄い隊・付加価値語講座・おもわくちがい・ガーデニング
10. 少年のような心
作詞：嘉門達夫、作曲・編曲：兼崎順一
11. ジョーク・ゾーン4
一人暮らしの女3・バッカ・ライブ①・ライブ②・口にするとウレシイ・そんな時言ってよね・ケータイかえ!・みなまで言うな
12. キャー!ステキ
作詞・作曲：嘉門達夫、編曲：中町俊自
13. おるおるおる
14. ジョーク・ゾーン5
意味不明・ストレス・コンビニ弁当・発表会・それは出来ねー・クリスマス
15. 元気をくれる言葉たち
作詞：嘉門達夫、作曲・編曲：兼崎順一
16. 一人暮らしの女4